# Overzichtspoorbrug

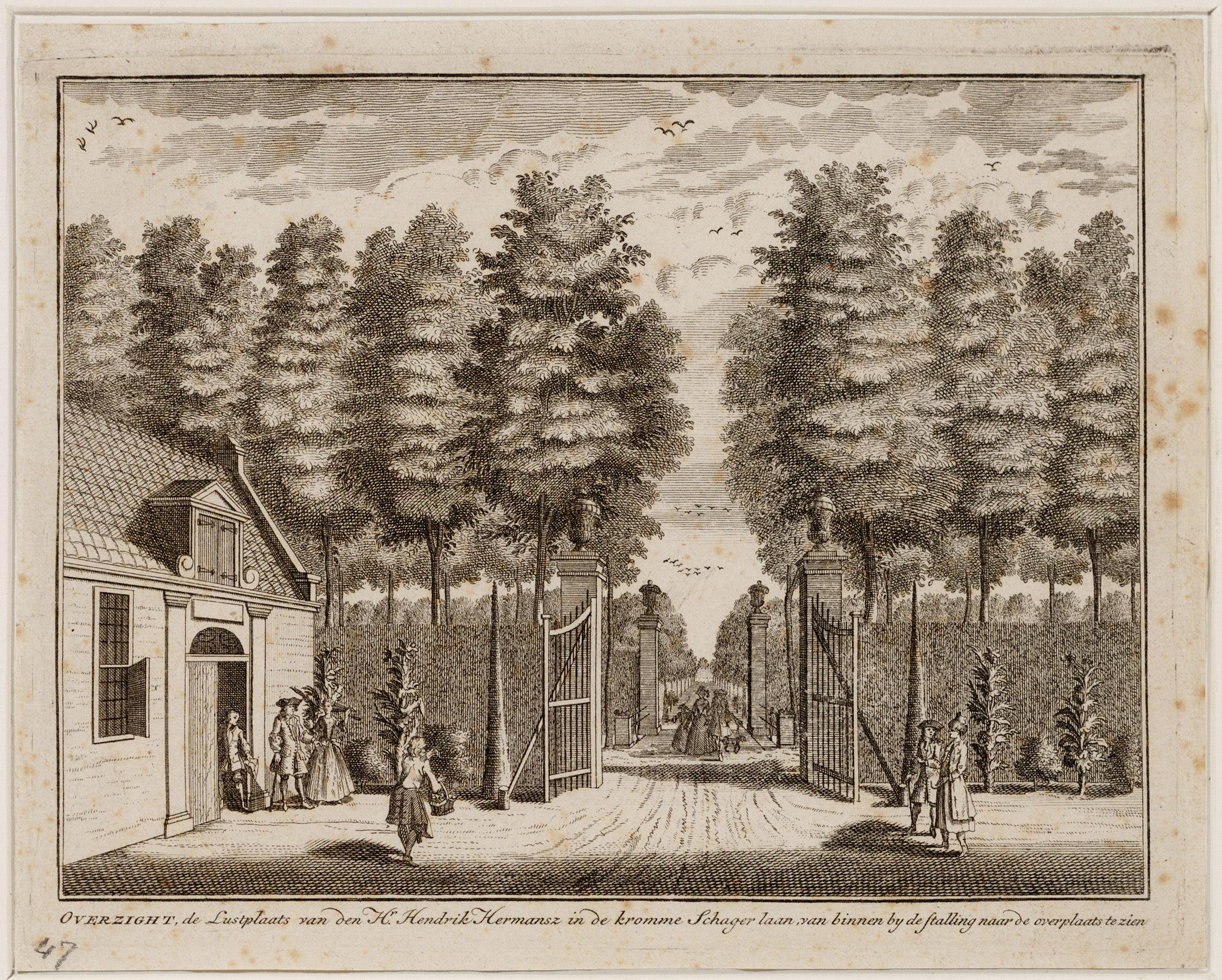
Lustplaats Overzight

De Overzichtspoorbrug, waarvan de coördinaten, en Overzichtweg liggen in Amsterdam-Oost. Beide zijn vernoemd naar het land/lusthuis Groenhoven later omgedoopt in Overzight, dat tussen 1701 en 1804 stond op wat nu het Julianaplein is. Van het toenmalige uitzicht, waarop de naam waarschijnlijk wijst, is vrijwel niets meer over. De brug kreeg in november 2017 haar naam.. De straat kreeg per raadsbesluit van 9 juli 1947 haar naam.

## Overzichtweg
De straat vormt de verbinding tussen dat Julianaplein en de Spaklerweg. Tot diep in de jaren dertig lagen hier voornamelijk landerijen. In verband met de Spoorwegwerken Oost kwam er toen een dijklichaam te liggen ten behoeve van het nieuwe traject tussen Station Amsterdam Centraal en Station Utrecht Centraal. De Overzichtweg kwam er rond 1947 waarbij ze kwam te liggen tussen genoemd dijklichaam en het lager gelegen Amsteldorp en te bouwen Tuindorp Amstelstation. Het uitzicht westwaarts wordt daarbij belemmerd door het dijklichaam; oostwaarts kijk je over het tuindorp heen. Ze kreeg een kruising met de Weesperzijde. Ze maakt onderdeel uit van stadsroute 111. Tussen de weg en het dijklichaam wordt aan de zuidpunt bij het Amstelstation gebouwd aan de torenflat AmstelTower (2017). 

## Overzichtspoorbrug

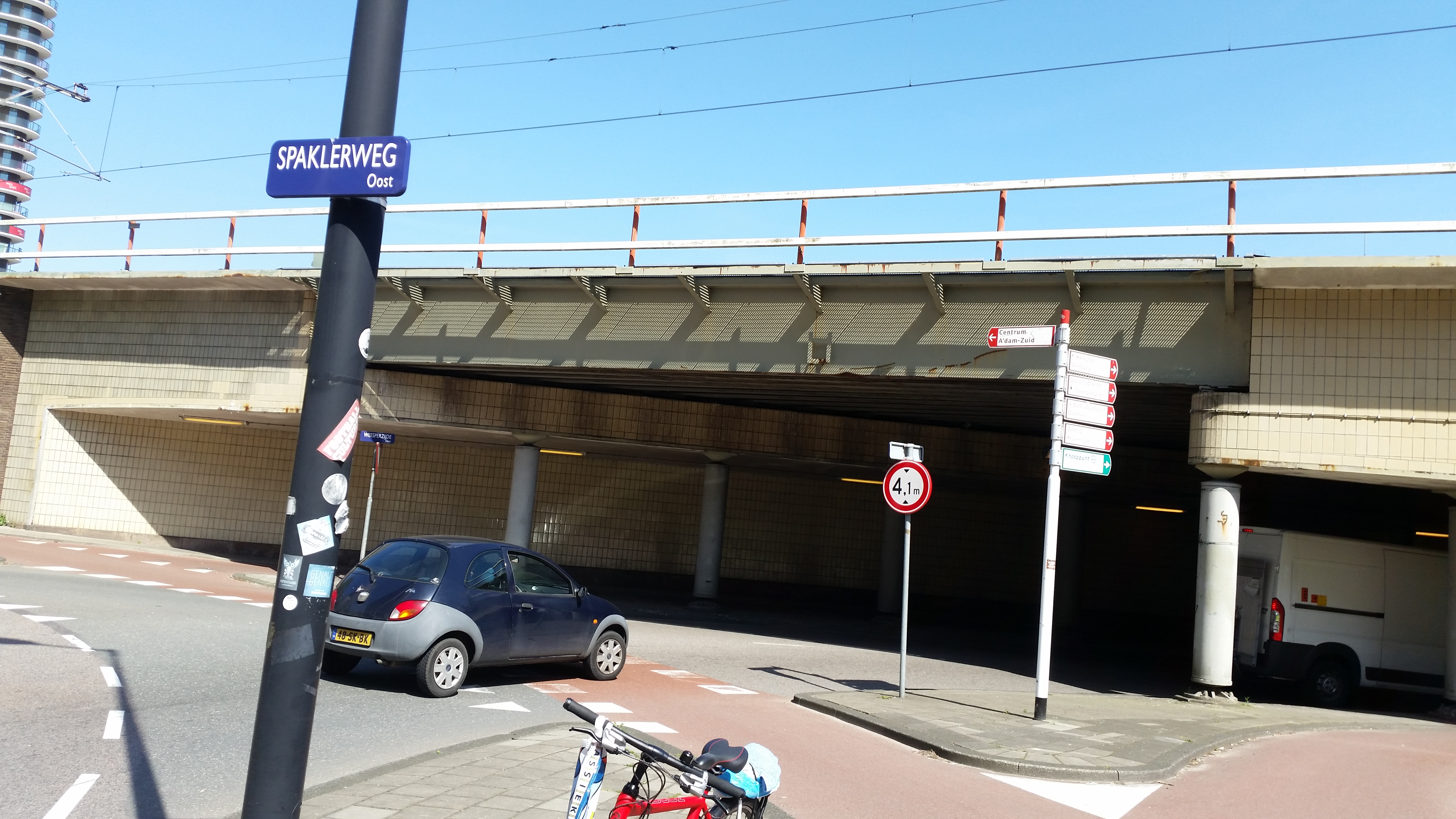
De Overzichtspoorbrug gezien vanaf de Spaklerweg (april 2018)

De Overzichtspoorbrug werd gebouwd aan het eind van de jaren dertig. Zij was nodig omdat de Weesperzijde (nog) een doorgaande route was (de Spaklerweg was er toen nog niet). Zij liep vanaf de Berlagebrug langs de oorspronkelijke Weespertrekvaart zuidoostwaarts om zich even later weer als kade van die Weespertrekvaart te voegen. In eerdere jaren (19e eeuw) kreeg de Weespertrekvaart een nieuwe monding naar de Amstel. Er werd twee viaducten over de Weesperzijde aangelegd, nadat de weg tijdens de bouw een paar meter naar het noorden verplaatst was. Een enkelspoorsviaduct (westkant) en een dubbelspoorsviaduct (oostkant) volgden. Het stelsel had de vorm van een flessenhals voordat het spoor vanuit het brede Amstelstation (vier sporen) over de Omvalspoorbrug (twee sporen) kon. Opvallend daarbij is dat het viaduct deel uitmaakt van een betonnen constructie tot aan die Omvalbrug, die veel weg heeft van Tussen de Bogen. Onder het doorlopende viaduct zijn namelijk ruimtes uitgespaard voor bedrijfsvoering.  Midden jaren 1970-1979 moest er aangepast worden. Tussen de beide buitenste spoorrailsen kwam het traject van de Oostlijn van de Amsterdamse Metro te liggen. Daartoe werd het westelijke viaduct enigszins verbreed en werd in gebruik genomen voor richting zuid en het oostelijke richting noord, een situatie die in 2018 nog steeds van toepassing is. Vanuit de lucht gezien is er in het viaduct nog steeds een parallellogram voor lichtdoorlating te zien. De beide toeritten naar het viaduct leveren vanwege de zeer scherpe bochten soms problemen op, als een (te) lange vrachtauto naar de andere weghelft moet uitwijken om onder het viaduct te geraken. De kant van de Spaklerweg staat bekend als black spot, de automobilist heeft weinig uitzicht op het kruisende fiets- en voetpad direct na het viaduct.
In tegenstelling tot de spoorviaducten noordwaarts op de spoorlijn heeft dit viaduct ronde pijlers. Het tegelwerk, wel overeenkomstig de andere viaducten, heeft hier in de loop der jaren veelvuldig losgelaten en moest hersteld worden. 
Abcouderpadspoorbrug ·
AMC-Padspoorbrug ·
Amstelveensewegspoorbrug ·
Anderlechtspoorbrug ·
Arlandaspoorbrug ·
Basiswegspoorviaduct Oost ·
Basiswegspoorviaduct West ·
Beethovenspoorbrug ·
Ben Viljoenspoorbrug ·
Beukenwegspoorbrug ·
Bonispoorbrug ·
Bos en Lommerspoorbrug ·
Spoorbrug in de Burgemeester Stramanweg · 
Bullewijkspoorbrug ·
Carrascospoorviaduct ·
Celebesspoorbrug ·
Comeniusspoorbrug ·
Czaar Peterspoorbrug ·
Cruquiusspoorbrug ·
Dalsteinbrug ·
Domselaerspoorbrug ·
Erasmusspoorbrug ·
Europaboulevardspoorbrug ·
Frans de Wollantsspoorbrug ·
Gaasperdammerspoorbrug ·
Haarlemmerwegspoorbrug ·
Heemstedespoorbrug ·
Hemsterhuisspoorbrug ·
Henk Sneevlietspoorbrug ·
Hoogoorddreefspoorbrug ·
Houtmanspoorbrug ·
Houttuinenspoorbrug ·
Insulindespoorbrug ·
Jan Evertsenspoorbrug ·
Jan van Galenspoorbrug ·
Johan Huizingaspoorbrug ·
Kabelwegspoorbrug ·
Karspeldreefspoorbrug ·
Kastrupspoorbrug ·
Kattenburgerspoorbrug ·
Korte Prinsengrachtspoorbrug ·
Kruislaanspoorbrug ·
Lelylaanspoorbrug ·
Linnaeuskadespoorbrug ·
Linneausstraatspoorbrug ·
Meibergpadspoorbrug ·
Molukkenspoorbrug ·
Mr. Treubspoorbrug ·
Museumlijnspoorbrug ·
Nieuwegeinspoorbrug ·
Nieuwe Haagsespoorbrug ·
Noordzeewegspoorbrug ·
Omvalspoorbrug ·
Oostertoegangsspoorbrug ·
Oosterdoksspoorbrug ·
Overbrakerspoorbrug ·
Overzichtspoorbrug ·
Pablo Nerudaspoorbrug West ·
Pablo Nerudaspoorbrug Oost ·
Parnassusspoorbrug ·
Piarcospoorviaduct ·
Pieter Calandspoorbrug ·
Planciusspoorbrug ·
Ringdijkspoorbrug ·
Robert Fruinspoorbrug ·
Rozenoordspoorbrug ·
Schinkelspoorbrug ·
Seinewegspoorbrug Noord ·
Seinewegspoorbrug Zuid ·
Sloterdijkerwegspoorweg ·
Solitudolaanspoorbrug ·
Spaarndammerspoorbrug ·
Strandvlietspoorbrug ·
Tafelbergspoorbrug ·
Tjepmaspoorbrug ·
Transformatorwegspoorbrug ·
Van Swindenspoorbrug ·
Vlaardingenspoorbrug ·
Westerdoksdijkspoorbrug ·
Westertoegangsspoorbrug ·
Wibautspoorbrug ·
Wiltzanghspoorbrug ·
Wijttenbachspoorbrug ·
Zaandijkspoorbrug ·
Zaventemspoorbrug ·
Zeeburgerdijkspoorbrug ·
Zeeburgerpadspoorbrug